# Томми Аткинс

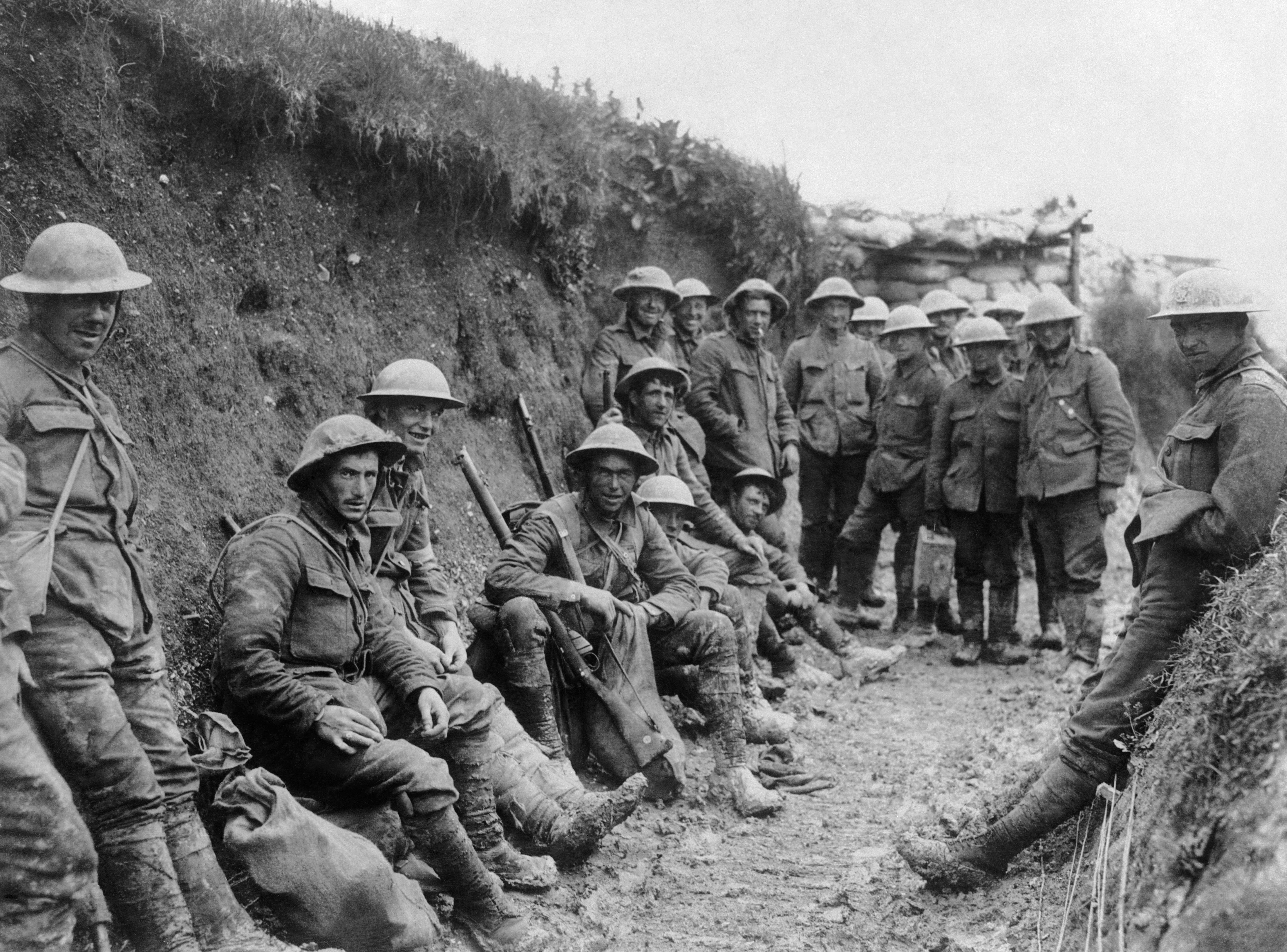
«Томми» из полка Ирландских королевских стрелков в траншеях Первой мировой войны.

«Эй, Томми, так тебя и сяк, ступай и не маячь!»

Но: «Мистер  Аткинс, просим Вас!» — когда зовет трубач.

Когда зовет трубач, друзья, когда зовет трубач,

Да, мистер Аткинс, просим Вас, когда зовет трубач!
«Томми Аткинс» (англ. Tommy Atkins, чаще просто  «Томми» (англ. Tommy) — прозвище простых солдат вооружённых сил Великобритании. Несмотря на то, что слово широко использовалось в XIX веке, его особенно часто используют по отношению к солдатам Первой мировой войны. Оно может употребляться не только как обозначение, но и как форма обращения. Именно так немецкие солдаты звали британских солдат, когда хотели вступить с ними в переговоры в нейтральной зоне. Французы и военнослужащие стран Содружества тоже называли британцев «Томми». В новейшее время словосочетание «Томми Аткинс» используется реже, хотя имя «Том» можно услышать, если речь идёт о десантниках.

## Этимология
Происхождение прозвища Томми Аткинс (или Томас Аткинс) — дискуссионный вопрос. Известно, что слово употреблялось уже с 1743 года. В письме о взбунтовавшихся солдатах, отправленном с Ямайки, говорилось о том, что:

except for those from N. America ye Marines and Tommy Atkins behaved splendidly
— (кроме тех, кто [прибыл] из Северной Америки, морская пехота и Томми Аткинс блестяще показали себя). — 
Фамилия «Аткинс» по одной из версий означает «сын краснозёма», намёк на красные мундиры британских солдат. По другим данным «сын Адама» или «сын Артура». Томми (уменьшительное от Томас) означает 'близнец', популярное английское имя после того, как в XII веке принял мученическую смерть святой Томас Бекет.
После поражения британцев в битве при Магерсфонтейне в ходе англо-бурской войны (декабрь 1899) рядовой Смит из Королевского хайлендерского полка написал следующее стихотворение:
Such was the day for our regiment,
Dread the revenge we will take.
Dearly we paid for the blunder
A drawing-room General’s mistake.
Why weren’t we told of the trenches?
Why weren’t we told of the wire?
Why were we marched up in column,
May Tommy Atkins enquire…